# Ebrahima Sawaneh
Ebrahima Sawaneh (Serrekunda, 7 september 1986), beter bekend onder zijn voetbalnaam Ibou, is een Gambiaans-Duitse voetballer. Hij is een aanvaller die sinds 2023 uitkomt voor KVC Wilrijk. Daarnaast is hij ook Gambiaans international.

## Clubcarrière
Op vierjarige leeftijd verhuisde Ibou met zijn familie van het Gambiaanse Serrekunda naar het Duitse Frankfurt. Hij was er in zijn jeugd aangesloten bij tal van regionale clubs, maar kon er nooit doorbreken. Op 17-jarige leeftijd ging hij in op een aanbieding van het Poolse Lech Poznań. De aanvaller speelde daar twee wedstrijden in evenveel jaar.
In 2006 onderhandelde de Gambiaan met AA Gent, maar tot een transfer kwam het niet. Ibou belandde via trainer Walter Meeuws bij KSK Beveren. In zijn eerste jaar kwam hij niet vaak aan spelen toe. De Waaslanders degradeerden, waarna Ibou onder coach Alex Czerniatynski volledig doorbrak. Met 21 doelpunten werd hij in het seizoen 2007/08 net geen topschutter in de tweede klasse.
Het leverde hem een transfer op naar het KV Kortrijk van trainer Hein Vanhaezebrouck. Aanvankelijk kreeg hij bij de eersteklasser amper speelkansen. Pas toen Vanhaezebrouck naar KRC Genk verkaste en de club Georges Leekens als zijn opvolger aanstelde, kon Ibou zijn kwaliteiten tonen. De Gambiaan werd een vaste waarde bij de West-Vlamingen en was goed voor acht doelpunten. In de zomer van 2010 keerde Vanhaezebrouck terug en kwam Ibou niet meer tot scoren. Tijdens de winterstop van het seizoen 2010/11 leende de club hem uit aan KV Mechelen, waar hij zijn vriend en oud-ploegmaat Christian Benteke terugvond. Maar onder coach Marc Brys haalde Ibou niet zijn beste niveau. De club liet hem in mei 2011 terugkeren naar Kortrijk.
Ook in het daaropvolgende seizoen deden de West-Vlamingen geen beroep op de aanvaller. Hij werd voor een jaar uitgeleend aan promovendus RAEC Mons. Ibou werd er meteen een belangrijke pion onder coach Dennis van Wijk. Hoewel hij vooral in dienst van goalgetter Jérémy Perbet speelde, was hij zelf goed voor 8 doelpunten. Na het seizoen gaf hij aan in Bergen te willen blijven. Omdat zijn definitieve overname financieel onhaalbaar was, vertrok hij in de zomer naar Oud-Heverlee Leuven. Bij het team van trainer Ronny Van Geneugden tekende hij een driejarig contract en werd hij met zijn neus voor doelpunten en assists in korte tijd een van de uitblinkers. In december 2012 werd hij uitgeroepen tot de waardevolste speler van de heenronde in de Jupiler Pro League. In die periode stond hij ook in de belangstelling van het Oekraïense Dnipro Dnipropetrovsk. In maart 2013 werd hij genomineerd voor de Ebbenhouten Schoen.
In juli 2014 keerde Ibou terug naar de Freethiel waar hij voor drie jaar tekende bij Waasland-Beveren.

## Clubstatistieken
| Seizoen | Club                | Land               | Competitie             | Competitie | Competitie | Beker | Beker | Internationaal | Internationaal | Totaal | Totaal |
| Seizoen | Club                | Land               | Competitie             | Wed.       | Dlp.       | Wed.  | Dlp.  | Wed.           | Dlp.           | Wed.   | Dlp.   |
| ------- | ------------------- | ------------------ | ---------------------- | ---------- | ---------- | ----- | ----- | -------------- | -------------- | ------ | ------ |
| 2004/05 | Lech Poznań         | Vlag van Polen     | Ekstraklasa            | 1          | 0          | 0     | 0     | 0              | 0              | 1      | 0      |
| 2005/06 | Lech Poznań         | Vlag van Polen     | Ekstraklasa            | 1          | 0          | 0     | 0     | 2              | 0              | 3      | 0      |
| 2006/07 | KSK Beveren         | Vlag van België    | Jupiler League         | 5          | 1          | 0     | 0     | —              | —              | 5      | 1      |
| 2007/08 | KSK Beveren         | Vlag van België    | Tweede klasse          | 34         | 21         | 0     | 0     | —              | —              | 34     | 21     |
| 2008/09 | KV Kortrijk         | Vlag van België    | Jupiler Pro League     | 19         | 0          | 3     | 0     | —              | —              | 22     | 0      |
| 2009/10 | KV Kortrijk         | Vlag van België    | Jupiler Pro League     | 35         | 8          | 3     | 1     | —              | —              | 38     | 9      |
| 2010/11 | KV Kortrijk         | Vlag van België    | Jupiler Pro League     | 17         | 0          | 2     | 0     | —              | —              | 19     | 0      |
| 2010/11 | → KV Mechelen       | Vlag van België    | Jupiler Pro League     | 11         | 1          | 0     | 0     | —              | —              | 11     | 1      |
| 2011/12 | → RAEC Mons         | Vlag van België    | Jupiler Pro League     | 36         | 8          | 5     | 2     | —              | —              | 41     | 10     |
| 2012/13 | OH Leuven           | Vlag van België    | Jupiler Pro League     | 36         | 19         | 0     | 0     | —              | —              | 36     | 19     |
| 2013/14 | OH Leuven           | Vlag van België    | Jupiler Pro League     | 4          | 0          | 0     | 0     | —              | —              | 4      | 0      |
| 2013/14 | → Muaither SC       | Vlag van Qatar     | Qatari League          | 10         | 2          | 0     | 0     | —              | —              | 10     | 2      |
| 2013/14 | OH Leuven           | Vlag van België    | Jupiler Pro League     | 14         | 1          | 0     | 0     | —              | —              | 14     | 1      |
| 2014/15 | Waasland-Beveren    | Vlag van België    | Jupiler Pro League     | 30         | 2          | 1     | 0     | —              | —              | 31     | 2      |
| 2015/16 | Waasland-Beveren    | Vlag van België    | Jupiler Pro League     | 4          | 0          | 0     | 0     | —              | —              | 4      | 0      |
| 2016/17 | KSV Roeselare       | Vlag van België    | Proximus League        | 32         | 6          | 2     | 0     | —              | —              | 34     | 6      |
| 2017/18 | KSV Roeselare       | Vlag van België    | Proximus League        | 5          | 0          | 0     | 0     | —              | —              | 5      | 0      |
| 2017/18 | AFC Tubize          | Vlag van België    | Proximus League        | 7          | 0          | 0     | 0     | —              | —              | 7      | 0      |
| 2018/19 | Union Titus Pétange | Vlag van Luxemburg | BGL ligue              | 13         | 7          | 0     | 0     | —              | —              | 13     | 7      |
| 2019/20 | URSL Visé           | Vlag van België    | Eerste klasse amateurs | 22         | 6          | 0     | 0     | —              | —              | 22     | 6      |
| Totaal  | Totaal              | Totaal             | Totaal                 | 399        | 82         | 16    | 3     | 2              | 0              | 415    | 85     |